# Akihito Terui
Akihito Terui (澤藤章人 Terui Akihito?) (27 de agosto de 1976) es un luchador profesional retirado japonés, más conocido por su nombre artístico Milano Collection A.T. Terui es famoso por sus apariciones en varias promociones de Estados Unidos y Japón.

## Carrera
Terui decidió convertirse en luchador profesional desde sus tiempos en el club de judo de la escuela superior, cuando asistió a un combate entre Riki Choshu y Jumbo Tsuruta. Por ello, Akihito entrenó en el dojo de Animal Hamaguchi, y poco después, fue contratado por Frontier Martial-Arts Wrestling para tareas de ring, mientras recibía entrenamiento adicional. Sin embargo, el ambiente de FMW resultó poco amistoso con Terui, quien debido a su complexión delgada y pequeña estatura no encajaba con él, y dejó la promoción en tres meses. Los años siguientes, Akihito continuó su entrenamiento en varios gimnasios de artes marciales mixtas, entre ellos Takada Dojo y Wajyutsu Keisyukai. Un día, después de haber visto en un evento televisado de Toryumon a Magnum TOKYO, Terui se replanteó su carrera al observar cómo alguien con menos constitución física que él podía llegar a ser luchador, y se unió rápidamente al Último Dragón Gym en Kōbe.

### Toryumon (2000-2004)
Después de recibir entrenamiento, Terui debutó en Toryumon México a mediados de 2000 bajo su nombre real, perdiendo ante Yasushi Kanda. A causa de la derrota, Terui entró en inactividad para seguir entrenando y, cuatro meses más tarde, hizo su retorno bajo el nombre de Milano Collection A.T. (ミラノコレクションA.T. Mirano Korekushon A.T.?). Su gimmick, que le hizo muy popular nada más aparecer, era el de un supermodelo de moda masculina italiana que entraba con un séquito de bailarinas, vistiendo lujosos abrigos y sujetando la correa de un supuesto perro invisible llamado "Mikeru-chan". Su nombre provenía de Milán, conocida como la capital de la moda, y de las iniciales de su nombre en orden occidental. Akihito fue el primero de la segunda clase del Último Dragón Gym, en la que destacaba el uso del estilo de la lucha técnica mexicana llamado llaveo, y se perfiló pronto como el mayor experto en dicho estilo de toda la promoción; se decía que conocía 44 llaves mexicanas diferentes, que él llamaba "Italian Strechtes". Milano participó en la Young Dragons Cup 2000, torneo en que se coronó campeón tras someter al experimentado Ryo Saito en la final. Además, Milano se alió con Masato Yoshino y Yasushi Tsujimoto, quienes competían incansablemente entre sí por el segundo lugar de la clase, para competir en luchas por equipos.
Milano y toda su clase fueron enviados a una nueva marca llamada Toryumon 2000 Project (T2P), donde la habilidad de Milano le valdría el rango de as de la promoción, de modo similar a como eran Magnum TOKYO, CIMA y Masaaki Mochizuki en Toryumon Japan. Nada más llegar a T2P, Milano ganó el primer torneo de la marca, la T2P Lucha Libre Classica League después de conseguir victorias contra Raimu Mishima y Shuji Kondo en menos de un minuto cada una, y de derrotar a Masato Yoshino en la final, celebrada el 3 de marzo, para ganar además el NWA International Light Heavyweight Championship. Sin embargo, la misma noche, el luchador de Toryumon Japan Don Fujii irrumpió y "secuestró" a Mikeru, retando a Milano a ir a Japan si quería recuperarlo. Milano aceptó el reto y reunió a Yoshino, Yasushi, Kondo y Takayuki Yagi para fundar el stable Italian Connection, en el que sus miembros fueron rebautizados con nombres de estilo italiano y recibieron atuendos con la bandera de este país, para secundarle en su gimmick. Italian Connection entró en un feudo con el grupo al que pertenecía Fujii, Crazy MAX (CIMA, TARU & Fujii), con quienes se enfrentaron en varias ocasiones, atacándose mutuamente después de sus luchas. La rivalidad fue tal que movió a T2P entera contra Toryumon Japan, y en un programa conjunto entre ambas marcas, Italian Connection derrotó a Crazy MAX para ganar el UWA World Trios Championship, con Milano recuperando al perro después de que Ryo Saito traicionase a su amigo Fujii.

### Dragon Gate (2004-2005)
Después de la ida de Último Dragón de la empresa, Toryumon Japan fue renombrado Dragon Gate, contratando a gran parte de los antiguos luchadores de Japan.
En febrero de 2005, Terui abandonó Dragon Gate, debido principalmente a diferencias de opinión con los creativos sobre su rol en la promoción.

### Chikara (2005-2006)
A su salida de Dragon Gate, Terui se desplazó a Estados Unidos, donde se interesó por el estilo de lucha americano y contactó con Rudy Boy Gonzalez para aprenderlo. Después, Milano Collection fue contratado por la empresa Chikara. En su participación más importante en la empresa, Milano hizo equipo con su maestro Skayde para participar, bajo el nombre de Team Dragondoor, en el Tag World Grand Prix 2006. Aunque consiguieron llegar al último combate del torneo, fueron finalmente vencidos por Kings of Wrestling (Chris Hero & Claudio Castagnoli).
Durante ese tiempo, Milano hizo también apariciones en Ring of Honor, siendo derrotado por Samoa Joe en una lucha de cualificación al Survival Of The Fittest 2005 y derrotando a Cludio Castagnoli en sus combates individuales más sonados.

### New Japan Pro Wrestling (2006-presente)
En julio de 2006, Milano hizo su retorno a Japón, ahora como parte de New Japan Pro Wrestling. Tras debutar en la marca Wrestle Land, en la que se llevaban a cabo storylines fantasiosas y poco serias, Milano fue rápidamente ascendido al plantel principal y formó equipo con Masahiro Chono, pasando a formar parte de su grupo heel BLACK. Dentro de dicha unidad, Milano formó un equipo con otro técnico experto, Minoru, siendo llamada la alianza "Italy Brothers". En noviembre, Milano hubo alcanzado la suficiente popularidad como para tener una oportunidad por el NWA Junior Heavyweight Championship contra Tiger Mask IV, quien resultó ganador.
En septiembre de 2009, Terui fue lesionado en su músculo oblicuo inferior del ojo por una patada accidental de Gedo en un combate por equipos. Debido a ella, y a otras varias razones, Milano anunció su retiro en el siguiente programa de NJPW. Durante la ceremonia, a la que acudieron personalidades como Toru Owashi, Shuji Kondo (a través de vídeo), Hayabusa, Hercules Senga, Tsutomu Oosugi (antiguo "Milanito Collection a.t."), Danshoku Dino e incluso su mentor Último Dragón, Terui se despidió de los fanes con las antiguas ceremonias de Italian Connection, y dio por terminada su carrera en la lucha libre.
En 2011, Milano hizo su retorno a NJPW como comentarista.

## En lucha
- Movimientos finales
  - A.T. Lock[1][2][3] (Headhold Kimura armlock)[1]
  - Paradise Lock[1][2][3] (Cross-legged double pumphandle Boston crab)
  - A-Dise Lock[1][3] (Cross-legged Kimura armlock) - 2004-2009
  - Italian Revolution[2][3] (Bridging cutthroat wrist-clutch  fisherman suplex) - 2004-2009
  - Italian Revolution II[3] (Kneeling double hammerlock facebuster) - 2006-2009
  - Victora Milanese[3] (Bridging leg hook belly to back suplex) - 2007-2009

- Movimientos de firma
  - Emporio Armani Shoe[1][2][3] (Second rope springboard moonsault)
  - Armani Shoe Exchange[1][3] (Second rope springboard corkscrew senton)
  - Medulla Oblongata Cutter[3] (Running enzuigiri a un oponente levantándose)
  - Milan-Gatame[3] (Snapmare transicionado en modified cradle pin)
  - Italian Strecht[1][3] (Octopus chickenwing)
  - Italian Strecht #2 (Grounded electric chair headscissors surfboard)
  - Italian Strecht #3 (Twisting hammerlock)
  - Italian Strecht #8[10] (Modified cross-armed triangle choke)
  - Italian Strecht #32[11] (Leg trap modified Koji clutch)
  - STFashion[12] (Stepover toehold full Nelson, a veces usando las cuerdas)[1]
  - Armbreaker
  - Arm trap snapmare
  - Bridging evasion[3]
  - Bridging belly to back suplex[3]
  - Cradle sharpshooter
  - Cross-armed sleeper hold con bodyscissors
  - Dragon screw
  - Dropkick,[3] a veces desde una posición elevada
  - Enzuigiri[1]
  - European uppercut
  - Heel hook
  - Kip-up
  - Múltiples sunset flips en círculo
  - One-handed cartwheel back elbow smash a un oponente arrinconado[1]
  - Over the shoulder back to belly figure four leglock neck crank
  - Rear naked choke
  - Seated cradle double underhook hold
  - Spinning heel kick
  - Springboard cutter[3]
  - Standing moonsault
  - Standing STF[3]
  - Stretching cross armbar
  - Stunner
  - Suicide dive
  - Superkick a un oponente agachado

- Managers
  - Milano Dancers
  - Venezia

- Apodos
  - "Mr. A.T."[13]

## Campeonatos y logros
- Chikara
  - ICW/ICWA Tex-Arkana Television Championship (1 vez)

- Dragon Gate
  - Dragon Gate Open the Triangle Gate Championship (1 vez) - con YOSSINO & Anthony W. Mori

- NWA Florida
  - Jeff Peterson Memorial Cup (2006)

- New Japan Pro Wrestling
  - Best of the Super Juniors XIV (2007)

- Toryumon
  - NWA International Light Heavyweight Championship (1 vez)
  - UWA World Trios Championship (4 veces) - con YASSINI & YOSSINO (2) y YOSSINO & Condotti Shuji (2)
  - T2P Lucha Libre Classica League (2002)
  - Young Dragons Cup Tournament (2000)

- Pro Wrestling Illustrated
  - Situado en el Nº165 en los PWI 500 de 2002[14]
  - Situado en el Nº165 en los PWI 500 de 2003[15]
  - Situado en el Nº71 en los PWI 500 de 2006[16]
  - Situado en el Nº61 en los PWI 500 de 2007[17]
  - Situado en el N°158 en los PWI 500 de 2008[18]
  - Situado en el Nº244 en los PWI 500 de 2009[19]